# Operação Quinto Ano
Operação Quinto Ano é uma operação da Polícia Federal (PF) deflagrada em janeiro de 2019. É a 59ª fase da Operação Lava Jato. Foram presos na operação Wilson Quintela Filho, e o advogado e ex-diretor do Estre Mauro de Morais.
As investigações estão baseadas na delação premiada do ex-presidente da Transpetro Sérgio Machado. De acordo com o Ministério Público Federal (MPF), a investigação indica o pagamento de propina recebida pelo Grupo Estre em contratos com a Transpetro para tratamento de resíduos, manutenção de dutos e construção de um estaleiro para produzir embarcações para transporte de etanol no no Rio Tietê. A propina era de 3 por cento do valor dos contratos, conforme o MPF. O valor da propina, de acordo com o Ministério Público, supera 22 milhões de reais. De acordo com a PF,  propinas foram pagas por Quintella  a Sérgio Machado, ex-presidente da Transpetro, mediante sucessivas operações de lavagem de capitais que envolveram o escritório Mauro de Morais Sociedade de Advogados.
Um dos alvos, o operador financeiro Antônio Kanji Hoshikawa, depositou 1,5 milhão de reais de sua fiança para deixar a cadeia. O investigado estava detido na carceragem da PF, em Curitiba, desde o dia 1º de fevereiro, quando se entregou, após dias foragido.

## Fatos posteriores
Preso na operação, o ex-presidente da Estre Ambiental, Wilson Quintella, depositou 6,8 milhões de  reais de fiança e foi solto. Ele confessou ter repassado propinas de 22 milhões de reais ao ex-presidente da Transpetro Sérgio Machado. Os valores seriam direcionado ao MDB como fora de "apoio político".